# Чемпіонат світу з кросу 1982
Чемпіонат світу з кросу 1982 був проведений 21 березня в Римі. Траса змагань була прокладена на іподромі «Капанелле».
Місце кожної країни у командному заліку серед дорослих чоловічих команд визначалося сумою місць, які посіли перші шестеро спортсменів цієї країни. При визначенні місць дорослих жіночих та юніорських чоловічих команд брались до уваги перші чотири результати відповідно.

## Чоловіки
| Першість | Золото | Золото                            | Срібло | Срібло                             | Бронза | Бронза                          |
| -------- | --- | --------------------------------- | --- | ---------------------------------- | --- | ------------------------------- |
| Особиста | Мохамед Кедір Ефіопія                                                                                         | 33.41                             | Альберто Саласар США | 33.45                              | Род Діксон Нова Зеландія                                                                                             | 34.02                           |
| Командна | ЕфіопіяМохамед Кедір Ешету Тура Водаджо Бульті Міруц Їфтер Хана Гірма Дередже Неді Гірма Берхану Мегерса Тулу | 98 очок1 6 12 16 28 35 (66) (137) | АнгліяМайк Мак-Леод Дейв Кларк Г'ю Джонс Джуліан Гоутер Стів Кеньйон Карл Гаррісон Баррі Найт Кевін Форстер Пітер Стендінг | 1145 9 11 18 22 49 (65) (67) (124) | СРСРОлександр Антипов Валерій Сапон Енн Селік Віктор Чумаков Євген Окороков Тоомас Турб Сергій Наволокін Ігор Єфімов | 25719 24 45 46 52 71 (83) (114) |

| Першість | Золото                                                                                | Золото                  | Срібло                                                                                             | Срібло               | Бронза                                                                           | Бронза                  |
| -------- | ------------------------------------------------------------------------------------- | ----------------------- | -------------------------------------------------------------------------------------------------- | -------------------- | -------------------------------------------------------------------------------- | ----------------------- |
| Особиста | Зурбачев Гелеу Ефіопія                                                                | 22.46                   | Адунья Лема Ефіопія                                                                                | 22.47                | Стефано Меї Італія                                                               | 22.49                   |
| Командна | ЕфіопіяЗурбачев Гелеу Адунья Лема Хунде Куме Тека Меконнен Гонфа Негере Бекеле Дебеле | 12 очок1 2 4 5 (9) (10) | ІталіяСтефано Меї Франческо Панетта Сальваторе Нікозія Раньєрі Каренца Серджіо Бруні Марко Гоццано | 373 6 7 21 (39) (58) | СШАДжон Іскер Том Ансберрі Джордж Ніколас Джо Стінці Джонатан Найт Майк Кубітчек | 7011 14 22 23 (46) (56) |

## Жінки
| Першість | Золото                                                                         | Золото                | Срібло                                                                                               | Срібло               | Бронза                                                                          | Бронза                  |
| -------- | ------------------------------------------------------------------------------ | --------------------- | --- | -------------------- | ------------------------------------------------------------------------------- | ----------------------- |
| Особиста | Марічіка Пуйке Румунія                                                         | 14.39                 | Фіце Ловін Румунія                                                                                   | 14.41                | Грете Вайтц Норвегія                                                            | 14.44                   |
| Командна | СРСРОлена Сіпатова Раїса Смехнова Тетяна Позднякова Галина Захарова Алла Юшина | 44 очки7 8 11 18 (29) | ІталіяАньєзе Поссамаї Надя Дондоло Крістіна Томазіні Ріта Маркізіо Маргеріта Гаргано Габріелла Доріо | 574 9 19 25 (35) DNF | АнгліяЕнн Форд Пола Фадж Джейн Фернісс Рут Сміт Крістіна Боксер Сандра Артертон | 6713 14 16 24 (41) (48) |

## Медальний залік
| Місце               | Країна              | Золото | Срібло | Бронза | Загалом |
| ------------------- | ------------------- | ------ | ------ | ------ | ------- |
| 1                   | Ефіопія             | 4      | 1      | 0      | 5       |
| 2                   | Румунія             | 1      | 1      | 0      | 2       |
| 3                   | СРСР                | 1      | 0      | 1      | 2       |
| 4                   | Італія              | 0      | 2      | 1      | 3       |
| 5                   | Англія              | 0      | 1      | 1      | 2       |
| 5                   | США                 | 0      | 1      | 1      | 2       |
| 7                   | Нова Зеландія       | 0      | 0      | 1      | 1       |
| 7                   | Норвегія            | 0      | 0      | 1      | 1       |
| Загалом (8 збірних) | Загалом (8 збірних) | 6      | 6      | 6      | 18      |

## Українці на чемпіонаті
Українських спортсменів до складу збірної СРСР для участі в чемпіонаті заявлено не було.